# Rathaus (Biecz)
Das Rathaus ist das Rathaus der Stadt Biecz in Polen.

## Geschichte
Das Rathaus wurde in der zweiten Hälfte des 15. Jahrhunderts im gotischen Stil erbaut. Im 16. Jahrhundert erhielt es seine Renaissance-Form. In den Jahren 1820 bis 1830 wurde der gotische Bau abgetragen und durch ein kleineres klassizistisches Gebäude ersetzt. Der Turm blieb jedoch erhalten, ebenso die gotischen Keller und Fundamente. 